# Káld
Káld je obec v maďarské župě Vas. V roce 2011 zde žilo 1 041 obyvatel.